# Saison 23 de New York, police judiciaire
Chronologie
Saison 22 Saison 24
Cet article présente la vingt-troisième saison de New York, police judiciaire, série télévisée américaine diffusée sur NBC.

## Distribution

### Acteurs principaux
- Reid Scott : Détective Vincent Riley
- Mehcad Brooks : Détective Jalen Shaw
- Camryn Manheim : Lieutenant Kate Dixon
- Hugh Dancy : Procureur adjoint Nolan Price
- Odelya Halevi : Substitut du procureur Samantha Maroun
- Sam Waterston : Procureur du district Jack McCoy
- Tony Goldwyn : Procureur du district Nicholas Baxter

### Acteurs récurrents
- Connie Shi : Détective Violet Yee

## Liste des épisodes
1. Liberté d'expression
2. La face cachée de l'IA
3. Le témoin inattendu
4. Un choix risqué
5. Intouchables
6. Œil pour œil, dent pour dent
7. L’argent ne fait pas le bonheur
8. Les mains liées
9. Ce qui nous lie
10. L’ironie du sort
11. Le fils à papa
12. Récidive
13. Oser la vérité

### Épisode 1:Liberté d'expression
- États-Unis : 18 janvier 2024 sur NBC
- France : 18 octobre 2024 sur 13ème rue

- États-Unis : 5.32 millions de téléspectateurs[1]

- Tehmina Sunny : Kendra Nasser
- Jason Babinsky : Phillip Klein
- Douglas Sills : Alex Geller
- Jasmin Walker : Amanda Shea, avocate de la Défense
- Todd Gearhart : Walter Jeffries
- Braxton Fannin : Cam Lawson
- Alexa Wisener : Chloé Esper
- Scott Bryce : Nathan Alpert
- Sayra Player : Rachel Alpert
- Josephine Cardin-Vargo : Nicole Harris
- Shabazz Ray : Jordan
- Kathy Deitch : Juge Melanie Bowers
- Troy Blendell : Juge Wesley Stewart
- Tom Treadwell : Procureur Lloyd Brennan
- Brad Fraizer : Steve Herlihy
- Omar Shafiuzzaman : Kyle Salem
- Julieta Gozalo-Michaud : Officier Isabel Ramirez
- Amanda Ferguson : Mère de Cam
- Jonathan Strait : Père de Cam
- Adel Telesia : Journaliste #1
- Matt Baxter Luceno : Journaliste #2
- Anika Braganza : Étudiante #1
- Ron Gibson : Étudiant #2
- Ashil Lee : Étudiant #3
- Irma Cadiz : Greffière
- LaRaisha DiEvelyn Dionne : Présidente du jury
- Sharona Shooshani : Femme de la brochure
- Carlton Moe : New-Yorkais criant #1
- Dan Wilson : New-Yorkais criant #2
- Sharone Sayegh : Femme dans la galerie
- Iván Amaro Bullón : Officier de la police de New York (non-crédité)
- Adam J. Jackson : Technicien médico-légal de la police de New York (non-crédité)
- Neil Schleifer : Protestant pro-Israël (non-crédité)
- Valisa Tate : Piétonne (non-crédité)

### Épisode 2:La face cachée de l'IA
- États-Unis : 25 janvier 2024 sur NBC
- France : 18 octobre 2024 sur 13ème rue

- États-Unis : 4.60 millions de téléspectateurs[2]

- Gopal Divan : James Sawyer
- Jacob A. Ware : Ben Stafford
- Erinn Ruth : Rebecca Greenough
- Lisa Helmi Johanson : Lacey Stevens
- Nicholas Michael McGovern : Craig Walsh
- Lana Young : Juge Mebane
- Grayson Berry : Scott Alvarez
- Patrick Voss Davis : Blake « G Ticket » Hughes
- Brynne McManimie : Brooke Weston
- Cory Censoprano : Kevin Wu
- Greg Wagner : Juge Marvin Nichols
- Shawn Nathaniel Wallace : Technicien du studio d'enregistrement
- Christopher Sky : Policier #1
- Grace Loretta : Policière #2
- Jessica Fontaine : Représentant de l'aéroport
- Aixa Mastrangelo : Greffière
- Beau Baxter : Président du jury
- Joey Mintz : Evan Marks
- Iván Amaro Bullón : Officier de la police de New York (non-crédité)

### Épisode 3:Le témoin inattendu
- États-Unis : 1er février 2024 sur NBC
- France : 25 octobre 2024 sur 13ème rue

- États-Unis : 4.85 millions de téléspectateurs[3]

- Zabryna Guevara : Amanda Stanley
- Anthony Chatmon II : Mason Smith
- Jeff Woods Garlin : Raymond Potter
- Tyrone Mitchell Henderson : Juge Arnold Pappas
- Allison Thomas Lee : Rachel Horn
- Susannah Rogers : Linda Clark
- Paul Scanlan : Bruce Elliot
- Stephen Paul Johnson : Juge Mark Zeller
- Mellisa Goodwin : Céleste Clark
- Vadim Brunell : Vinky
- Akshara Gunda : Jeune femme
- Arielle Duran : Policière
- Mercedes Flores :Officier de la Cour
- Charlie Rodriguez : Président du jury
- Nicole Callender : Otage
- Iván Amaro Bullón : Officier de la police de New York (non-crédité)
- Zach Catanzareti : Piéton / Résident (non-crédité)

### Épisode 4:Un choix risqué
- États-Unis : 8 février 2024 sur NBC
- France : 25 octobre 2024 sur 13ème rue

- États-Unis : 4.56 millions de téléspectateurs[4]

- Cory Michael Smith : George Shavers
- Mozhan Navabi : Stacey Dean
- Zeus Taylor : Luke Hines
- Mark Ryder : Robbie McDougall
- Darin Heames : Max Quattro
- Kristen Martin : Sabrina Beaumont
- Kevyn Morrow : Juge Marty Chen
- Jane Bruce : Miranda Fenton
- Ben Jalosa Williams : Mitchell Thibodeaux
- Bret McKee : Noah Gilmore
- Suzanne Savoy (en) : Christina Burch
- Darien Rothchild : Procureur Peter Mallard
- Julia Yorks : Andrea Fenton
- Kristen Jeter : Sheila Frasier
- Bri Laurelle Queen : Officier Stephanie Wagner
- Daniel Joseph Pennacchi : Contremaître
- Catie Whalen : Femme attrayante
- Yanelba Ferreira : Présidente du jury
- Iván Amaro Bullón : Officier de la police de New York (non-crédité)
- Michael Muñiz : Participant à la salle d'audience (non-crédité)

### Épisode 5:Intouchables
- États-Unis : 22 février 2024 sur NBC
- France : 1er novembre 2024 sur 13ème rue

- États-Unis : 4.87 millions de téléspectateurs[5]

- Tawny Cypress : Erin Grassley
- Bruce Altman : Maire Robert Payne
- Rob Benedict : Scott Kelton
- Mike Houston : Matt Walsh
- Audrey Lynn Weston : Dr. Shannon Andrews
- Jeremy Gabriel : Jordan Payne
- Zylan Brooks : Juge Elfont
- Stephanie Martignetti : Allison Knight
- Matthew Wautier-Rodriguez : Miguel Lopez
- Nadia Brown : Leslie
- Shay Guthrie : Veronica Knight
- Daniel Danielson : Enquêteur médico-légal
- Steve Brustien : Portier
- Alexis Richelle : Assistant
- Maya Musial : Lisa Payne
- Daralyn Jay : Journaliste #1
- Erin Mosher : Journaliste #2
- Abby Goldfarb : Présidente du jury
- Chris Stevens : Homme dans la galerie
- Iván Amaro Bullón : Officier de la police de New York (non-crédité)

### Épisode 6:Œil pour œil, dent pour dent
- États-Unis : 29 février 2024 sur NBC
- France : 1er novembre 2024 sur 13ème rue

- États-Unis : 4.70 millions de téléspectateurs[6]

- Lawrence Gilliard Jr. : Aaron Dressler
- Chinaza Uche : Kenneth Cartwright
- Ellen Adair : Dr. Angela Jeffers
- Angel Desai : Juge Roberta Hines
- Harriett D. Foy : Juge Arlene Jones
- Amelia Workman : Dr. Georgia Lebow
- Harlen Ernest : Terrence Lamont
- Wilna Castillo : Infirmière Maria Sanchez
- Aisha Lomax : Infirmière Mia Olsen
- Kedren Spencer : Debra Cartwright
- Sprague Theobald : Lars Goodwin
- Drew Hinckley : Procureur Michael Davis
- Katrina Ferguson : Juge Catherine Halpert
- Mia Caro : Officier Stéphanie Blair
- Andreon Michael : Daniel Cartwright
- Patrick Halley : Procureur Mark Harper
- Matthew McGloin : Président du jury
- Roosevelt Davis : Greffier de la Cour
- Shadner Ifrene : Membre de l'unité d'urgence de la police de New York
- Iván Amaro Bullón : Officier de la police de New York (non-crédité)

### Épisode 7:L’argent ne fait pas le bonheur
- États-Unis : 14 mars 2024 sur NBC
- France : 8 novembre 2024 sur 13ème rue

- États-Unis : 4.19 millions de téléspectateurs[7]

- Piper Rae Patterson : Melissa James
- Natalie Smith : Elizabeth Barlowe
- Bailey McCall : Jessica Reese
- David L. Townsend : Derek Parker
- William Charlton : Juge Thomas Hatcher
- Cailen Fu : Samantha Carl
- Zeljko Ivanek : Charles Banks
- Andy Christopher : Jonah Barlowe
- John Racioppo : Dominic Sargento
- Ryan Mackenzie Fleming : Evan Connelly
- Ronald Joe Williams : Officier Kevin O'Brien
- Ana Hoffman : Policière
- Esther Um : Enquêtrice médico-légale
- Anik Zarkos : Technicienne #1
- Ray Field : Steven
- Devin Nikki Thomas : Femme
- Tatiana Danielle Mirabent : Présidente du jury
- Elaine Apruzzese : Patronne de bar (non-crédité)
- Iván Amaro Bullón : Officier de la police de New York (non-crédité)
- Samantha Lee Johnson : Patronne de bar (non-crédité)

### Épisode 8:Les mains liées
- États-Unis : 21 mars 2024 sur NBC
- France : 8 novembre 2024 sur 13ème rue

- États-Unis : 3.99 millions de téléspectateurs[9]

- Zak Orth : Harry Kagan
- Kameron Kierce : Michael Zane
- Daniel Marconi : Brandon Arnou
- Kevin Makely : Domhnall Kovac
- Sami Chester : Malcolm Paige
- Julienne Hanzelka Kim : Dr. Gladys Infante
- Orlagh Cassidy : Carol Oberlin
- Robert Newman : Commissaire Robin Pettis
- Ashlyn Fitch : Rebecca Lasky
- Celeste Oliva : Juge Katherine Walton
- Lucas Kerr : Jonathan Fields
- Tyler Thomas Moore : Ellis Joyner
- Robby Keown : Policier
- Latrisha Talley : Enquêtrice médico-légale
- Sergio Acevedo : Homme
- JP Sarro : Président du jury
- Iván Amaro Bullón : Officier de la police de New York (non-crédité)

### Épisode 9:Ce qui nous lie
- États-Unis : 11 avril 2024 sur NBC
- France : 15 novembre 2024 sur 13ème rue

- États-Unis : 3.85 millions de téléspectateurs[10]

- Kushtrim Hoxha : Pavlo Golub
- Shawn Myles : Benny Kramer
- Grayson Powell : Kevin Marshall
- Johanna Putnam : Stephanie Tremaine
- Christopher M. Lindsay : Tom Porter
- Max von Essen : Rhett Richards
- Sabrina Schlegel-Mejia : Darina Meleshko
- Sara Haider : Wendy Stratford
- David Shih : Peter Thomas
- Rupal Pujara : Amanda Galen
- Mark Zeisler : Stuart Adams
- Caroline Kinsolving : Monica Leverett
- Michael Halling : Dennis Leverett
- Tom Day : AUSA Patrick Alexander
- Kevin Townley : Arnold Drake
- Anita Hollander : Margaret Rayfield
- Timothy Wagner : Procureur Tim Menton
- Judy Del Giudice : Juge Leora Josephson
- Laurie Veldheer : Eileen Porter
- Gabriel Saint Clair : Officier James Forman
- Olamide Asanpaola : Greffier
- Caroline Workman : Technicienne
- Erin Noll : Présidente du jury

### Épisode 10:L’ironie du sort
- États-Unis : 18 avril 2024 sur NBC
- France : 15 novembre 2024 sur 13ème rue

- États-Unis : 4.51 millions de téléspectateurs[11]

- Paul Schulze : Keith Palmer
- Alimi Ballard : Ron Delahunt
- Lawrence Kao : Chris Wu
- Anthony Aguilar : Nick Perez
- Diane Ciesla : Juge Evelyn Boyd
- Nasir Rahim : Adam Paxton
- Jodi Stevens : Amanda Palmer
- Alex Elam : Felicity Walker
- Apollo Levine : Jordan Bryant
- Nick Jordan : Charles Willis
- Adam Cantor : Dennis Wilson
- Lolita Foster : Kim Shelton
- Neal Benari : Juge Fields
- Sadeeah Bunch : Avocat commis d'office
- Ashley En-fu Matthews : Femme dans le restaurant
- Andrew R. Shaw : Petit ami de Wall Street
- Ari Axelrod : Policier
- Jaylene Clark Owens : Clerk
- Chrystal Bethell : Journaliste #1
- Ryan Saviano : Journaliste #2
- Iván Amaro Bullón : Officier de la police de New York (non-crédité)
- Neil Towne : Ambulancier (non-crédité)

### Épisode 11:Le fils à papa
- États-Unis : 2 mai 2024 sur NBC
- France : 22 novembre 2024 sur 13ème rue

- États-Unis : 3.84 millions de téléspectateurs[12]

- Alicia Coppola : Audrey Keller
- Bradley Snedeker : Ryan Marley
- James Caverly : Patrick Dixon
- Robert Farrior : Callum Berkshire
- Alona Jane Robbins : Alex Marley
- Milica Govich : Juge Leanne Dreben
- Lois Robbins : Emily Berkshire
- Matisse Ratron-Neal : Dean Hayes
- Aidan Kahn : Weston Berkshire
- Devyn Inez Fusaro : Kayla Cassidy
- Mehdi El Hebil : Ravi Singh
- Claudia Nell McCoy : Sylvia Worth
- Candace Brecker : Interprète en langue des signes
- Vishal Shah : Glenn Vassar
- Jordon Alexander : Policier #1
- Emily Berman : Enquêtrice médico-légal
- Jack O'Neill : Avocat Anthony Fraiser
- Kendall Cafaro : Serveur traiteur
- Davy Raphaely : Fêtard #1
- Antoinette Comer : Fêtard #2
- Allie Re : Femme riche
- Alexandra Campos : Président du jury

### Épisode 12:Récidive
- États-Unis : 9 mai 2024 sur NBC
- France : 22 novembre 2024 sur 13ème rue

- États-Unis : 3.67 millions de téléspectateurs[13]

- Michael Hyatt : Vanessa Carter
- Sam McMurray : Juge Steve Nelson
- Kellan Rhude : Mark Salerno
- Tyler Elliot Burke : Shawn Payne
- Chloe Lanier : Chelsea Shell
- Michelle Duffy : Natalie Hart
- Dawn Cantwell : Ella Hunter
- Ryan Reyes : Derek Lopez
- Richard R. Henry : Directeur
- Stephanie Gibson : Angela Hart
- Caré Paulmier : Enquêteur médico-légal
- Jillian Vitko : Policier
- J.Stephen Brantley : Homme #2
- Rodrigo Ignacio Cruz : Président du jury
- Daniel Cioffoletti : Journaliste d’audience (non-crédité)

### Épisode 13:Oser la vérité
- États-Unis : 16 mai 2024 sur NBC
- France : 22 novembre 2024 sur 13ème rue

- États-Unis : 3.68 millions de téléspectateurs[14]

- Kelly AuCoin : Alan Wallace
- Bruce Altman : Maire Robert Payne
- Daryl Edwards : Juge Paul Gifford
- Tara Westwood : Julia Baxter
- Tess Goldwyn : Carrie Baxter
- Silvestre Rasuk : Eddie Aguilar
- Katelynn Bennett : Tina Arias
- Braxton Hale : Kyle Taggert
- Ruslan Verkhovsky : Brian Spellman
- Ralphy Lopez : Hector Canseco
- Elsa Ames : Merritt Clark
- Renée Stork : Juge Whitney
- Erin Noel Grennan : Avocat Ponti
- Nicole Orabona : Détective Arielle Lehane
- Jun Kim : Officier Alex Kwan
- Chrystal Bethell : Journaliste #1
- Alex Curtis : Journaliste #2
- Jessica Gillespie : Journaliste #3
- Kayleen Seidl : Journaliste #4
- Karen Contreras : Gérant de la campagne
- Gabriela Barrios : Onlooker One
- Michael Mcallister Jr. : Ambulancier #1
- Alexandra Castro : Réceptionniste
- LaTrallo Presley : Président du jury
- Ethan Bodine : Matt Bennett
- Christian Blakesley : Garde du corps
- Stephen Burgi : Détective (non-crédité)
- Michael Sontarp : Piéton (non-crédité)